# Pardé
Pour plus de détails, voir Fiche technique et Distribution.
Pardé (پرده, Pardeh) est un long métrage iranien en forme de docufiction sorti en 2013,  réalisé par les cinéastes Jafar Panahi et Kambuzia Partovi.
Il peut être classé comme cinéma de guérilla.

## Synopsis
Dans une maison isolée au bord de la mer avec les rideaux fermés, un scénariste s'isole du monde avec seulement son chien comme compagnie. La tranquillité est brusquement brisée lors d'une nuit par l'arrivée d'une jeune femme fuyant les autorités iraniennes. Refusant de partir, elle se réfugie dans la maison. Mais à l'aube, une autre présence inattendue va tout changer.

## Fiche technique
- Titre original : پرده, Pardeh
- Titre français : Pardé
- Réalisation : Jafar Panahi et Kambuzia Partovi

## Distribution
- Kambuzia Partovi : l'écrivain
- Maryam Moqadam : Melika
- Jafar Panahi : lui-même
- Hadi Saeedi : le frère de Melika
- Azadeh Torabi : la sœur de Melika
- Abolghasem Sobhani : Agha Olia
- Mahyar Jafaripour : le jeune frère
- Ramin Akhariani : travailleur #1
- Sina Mashyekhi : travailleur #2
- Siamak Abedinpour : travailleur #3
- Zeynab Kanoum : elle-même

## Prix et récompenses
- Ours d'argent du meilleur scénario à la Berlinale 2013